# Lenny Hart
Lenny Hart (1918/1919-1974) byl americký bubeník. Jeho syn byl Mickey Hart, bubeník skupiny Grateful Dead, které Lenny Hart také dělal manažera. Byl majitelem obchodu s hudebními nástroji v San Carlos v Kalifornii.